# 게오르게 플라기노

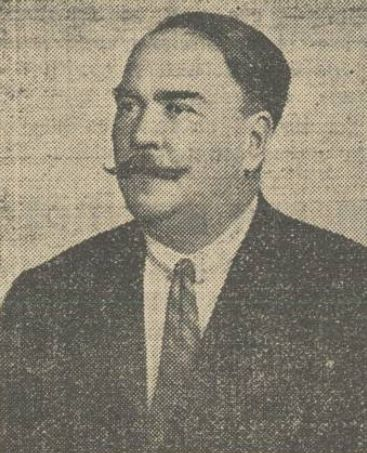

게오르게 알렉산드루 플라기노(루마니아어: Gheorghe Alexandru Plagino, 1876년 11월 16일 ~ 1949년 5월 3일)는 둠브르베니에서 태어난 루마니아의 사격 선수로 1900년 하계 올림픽에 참가했다.
1900년 대회에서 트랩 경기에 나갔으며 13위에 올랐다. 그는 올림픽에 루마니아를 대표해 나간 첫 선수이다.